# Partido Comunista de Eslovaquia
El Partido Comunista de Eslovaquia (en eslovaco: Komunistická strana Slovenska, KSS) es un partido político eslovaco fundado en 1992 tras la fusión de dos movimientos fundados el año anterior por elementos ortodoxos del Partido Comunista de Checoslovaquia opuestos a su transformación en el Partido de la Izquierda Democrática (SDL): el Partido Comunista de Eslovaquia-91 y la Liga Comunista de Eslovaquia. El KSS era un miembro observador del Partido de la Izquierda Europea (PIE) y, debido a críticas, en sus últimos años decidido acercarse más a la Iniciativa de Partidos Comunistas y Obreros promovida por el Partido Comunista de Grecia.
El Partido Comunista de Eslovaquia actual no fue ilegalizado, la enmienda de la ley eslovaca del 4 de noviembre de 2020 ilegalizó solo al anterior Partido Comunista de Eslovaquia de los años 1948 - 1989.

## Resultados electorales

### Elecciones presidenciales
El KSS presentó la candidatura de Milan Sidor para las elecciones presidenciales de 2009. Alcanzó la última posición con 20.862 votos, aproximadamente el 1'11% de los sufragios. En 2004, el KSS apoyó la candidatura del presidente saliente Rudolf Schuster, que obtuvo el 7'4% de los votos.
En 2014 apoyaron la candidatura de Ján Jurišta, antiguo diplomático checoslovaco y eslovaco en América Latina, que obtuvo 12.209 votos, un 0'64% del total de votos escrutados.

### Elecciones parlamentarias
| Fecha | Votos          | %              | Diputados      | +/-            | Estatus            |
| ----- | -------------- | -------------- | -------------- | -------------- | ------------------ |
| 1994  | 78.419 (#9)    | 2,73           | 0/150          |                | Extraparlamentario |
| 1998  | 94.015 (#7)    | 2,80           | 0/150          |                | Extraparlamentario |
| 2002  | 181.872 (#7)   | 6,32           | 11/150         | 11             | Oposición          |
| 2006  | 89.418 (#7)    | 3,9            | 0/150          | 11             | Extraparlamentario |
| 2010  | 21.104 (#11)   | 0,83           | 0/150          |                | Extraparlamentario |
| 2012  | 18.583 (#14)   | 0,73           | 0/150          |                | Extraparlamentario |
| 2016  | 16.278 (#14)   | 0,62           | 0/150          |                | Extraparlamentario |
| 2020  | No se presentó | No se presentó | No se presentó | No se presentó | No se presentó     |
| 2023  | 9.867 (#13)    | 0,33           | 0/150          |                | Extraparlamentario |